# Hugoton (Kansas)
Pour le gisement de gaz naturel, voir Hugoton.
La ville de Hugoton est le siège du comté de Stevens, situé dans le Kansas, aux États-Unis.